# Spoorlijn Winterthur - Etzwilen
De spoorlijn Winterthur - Etzwilen is een Zwitserse spoorlijn tussen Winterthur in kanton Zürich en Etzwilen in kanton Sankt Gallen.

## Geschiedenis
Het traject werd door Schweizerischen Nationalbahn (SNB) op 17 juli 1875 geopend. Door het faillissement van de SNB in 1878 werd de bedrijfsvoering door de Schweizerischen Nordostbahn (NOB) overgenomen. Het traject werd in 1902 genationaliseerd en de bedrijfsvoering overgedragen aan de Schweizerischen Bundesbahnen (SBB).

## Treindiensten

### S-Bahn Zürich
De treindiensten van de S-Bahn van Zürich worden uitgevoerd door THURBO.
- S29 Winterthur – Stein am Rhein

## Aansluitingen
In de volgende plaatsen was of is er een aansluiting van de volgende spoorwegmaatschappijen:

### Winterthur HB
- Rorschach - Winterthur, spoorlijn tussen Rorschach en Winterthur
- Zürich - Winterthur, spoorlijn tussen Zürich en Winterthur
- Romanshorn - Winterthur, spoorlijn tussen Romanshorn en Winterthur
- Rheinfallbahn, spoorlijn tussen Winterthur en Schaffhausen
- Winterthur - Bauma, spoorlijn tussen Winterthur en Bauma
- Bülach - Winterthur, spoorlijn tussen Bülach en Winterthur

### Etzwilen
- Schaffhausen - Rorschach spoorlijn tussen Schaffhausen en Rorschach
- Etzwilen - Singen spoorlijn tussen Etzwilen en Singen (Hohentwiel)

## Elektrische tractie
Het traject werd in fases geëlektrificeerd met een spanning van 15.000 volt 16 2/3 Hz wisselstroom:
- 15 mei 1928: Winterthur - Oberwinterthur
- 7 oktober 1946: Oberwinterthur - Etzwilen

## Afbeeldingen

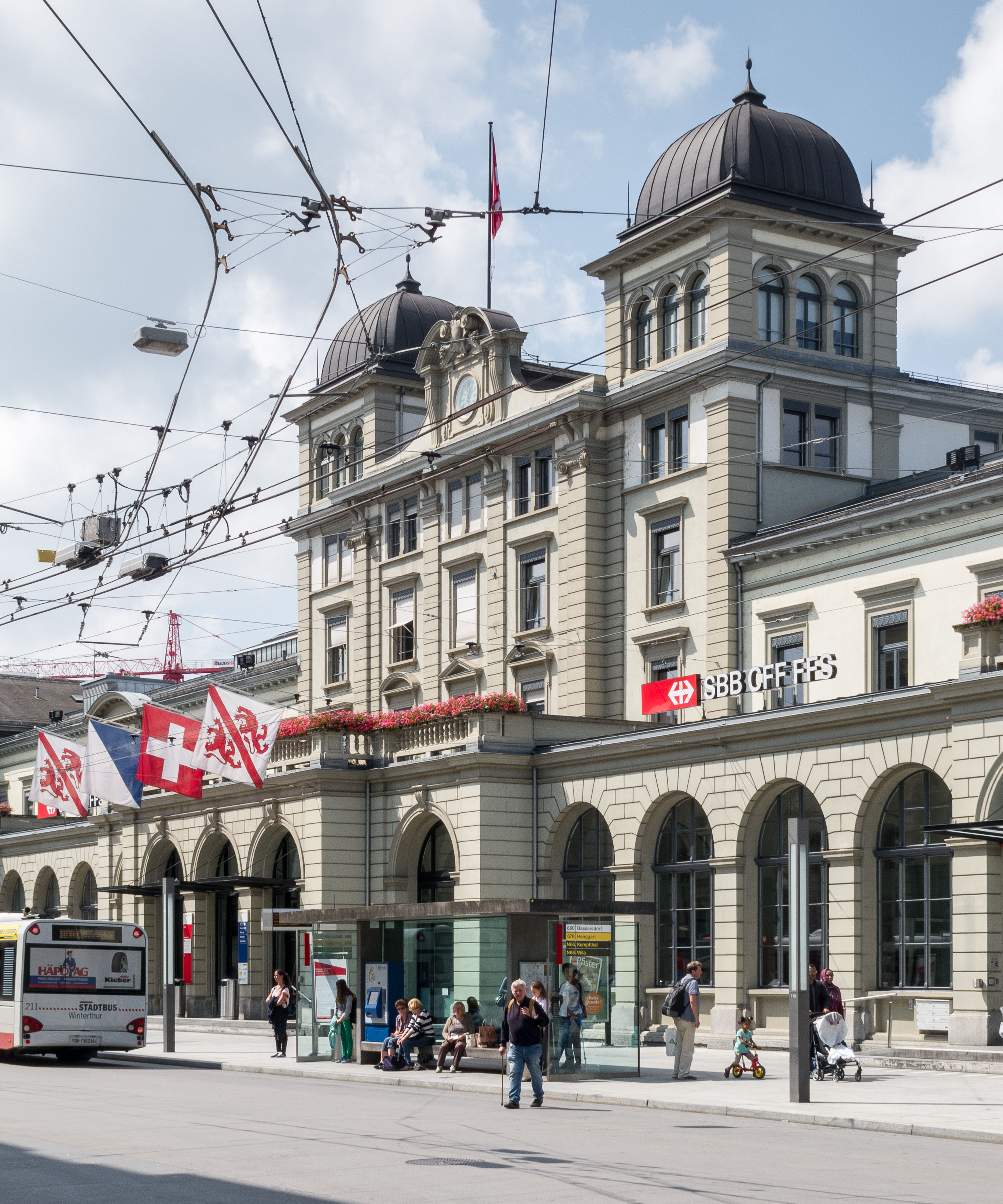
Winterthur Hauptbahnhof
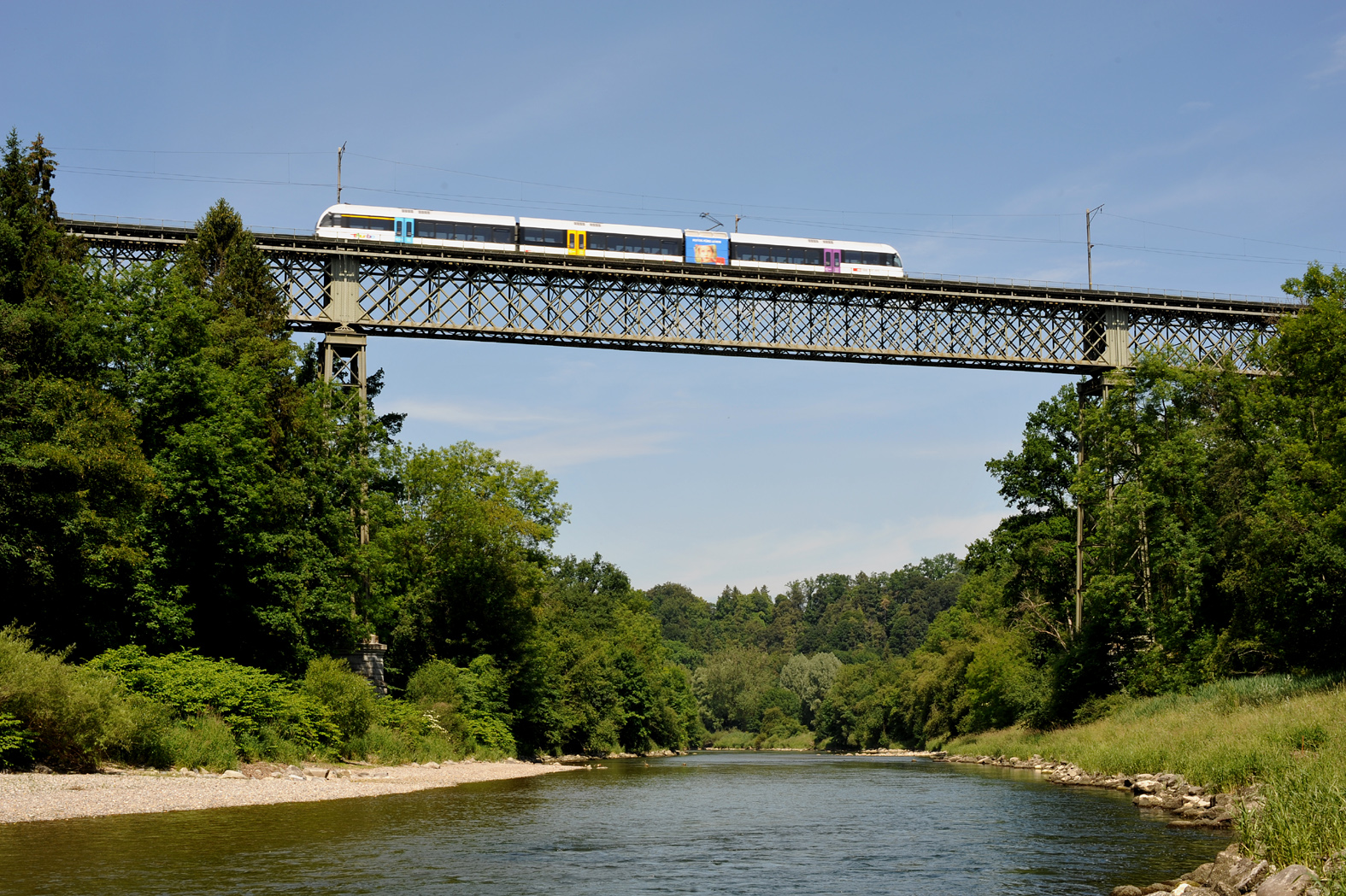
Brug over de Thur bij Ossingen
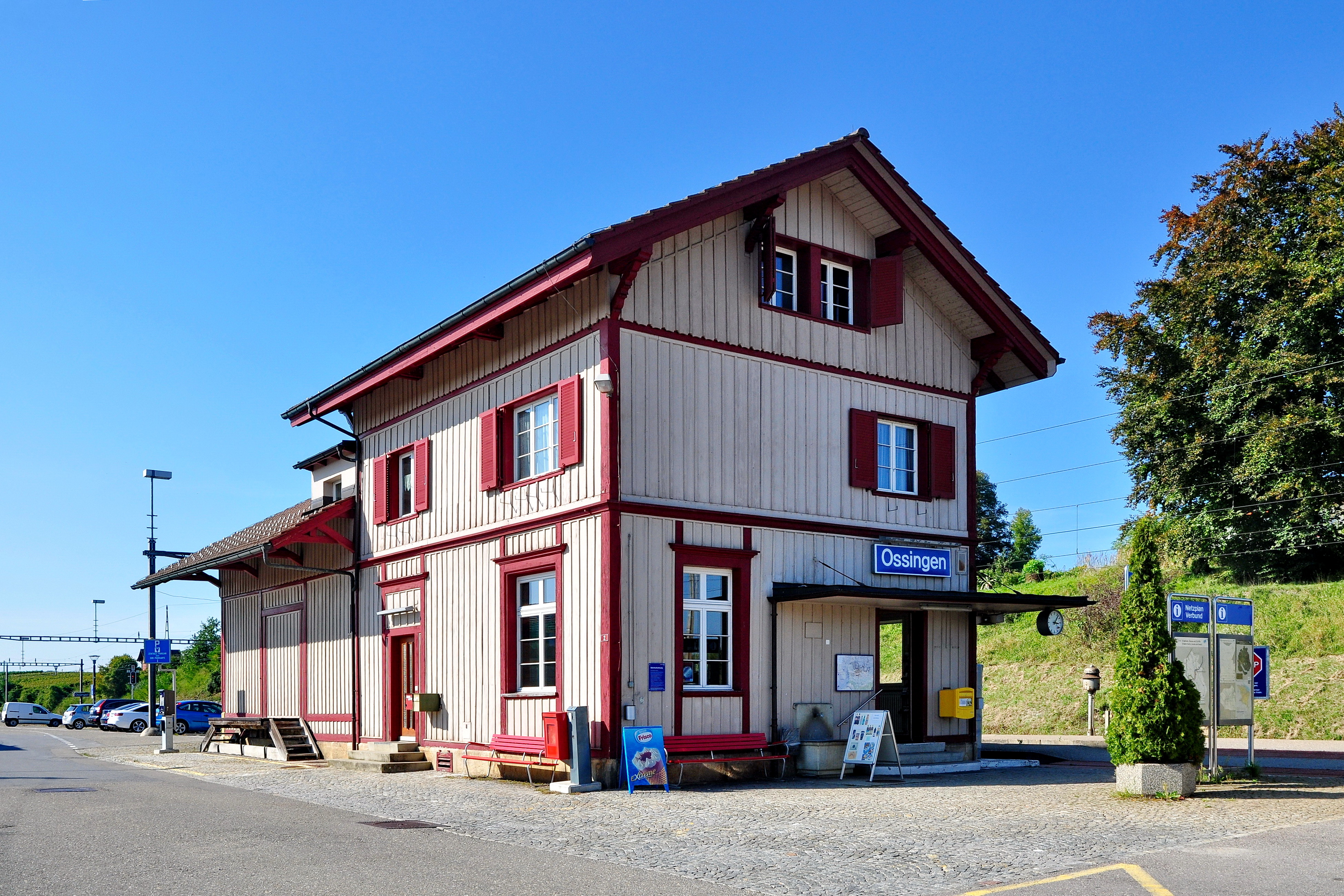
Station Ossingen
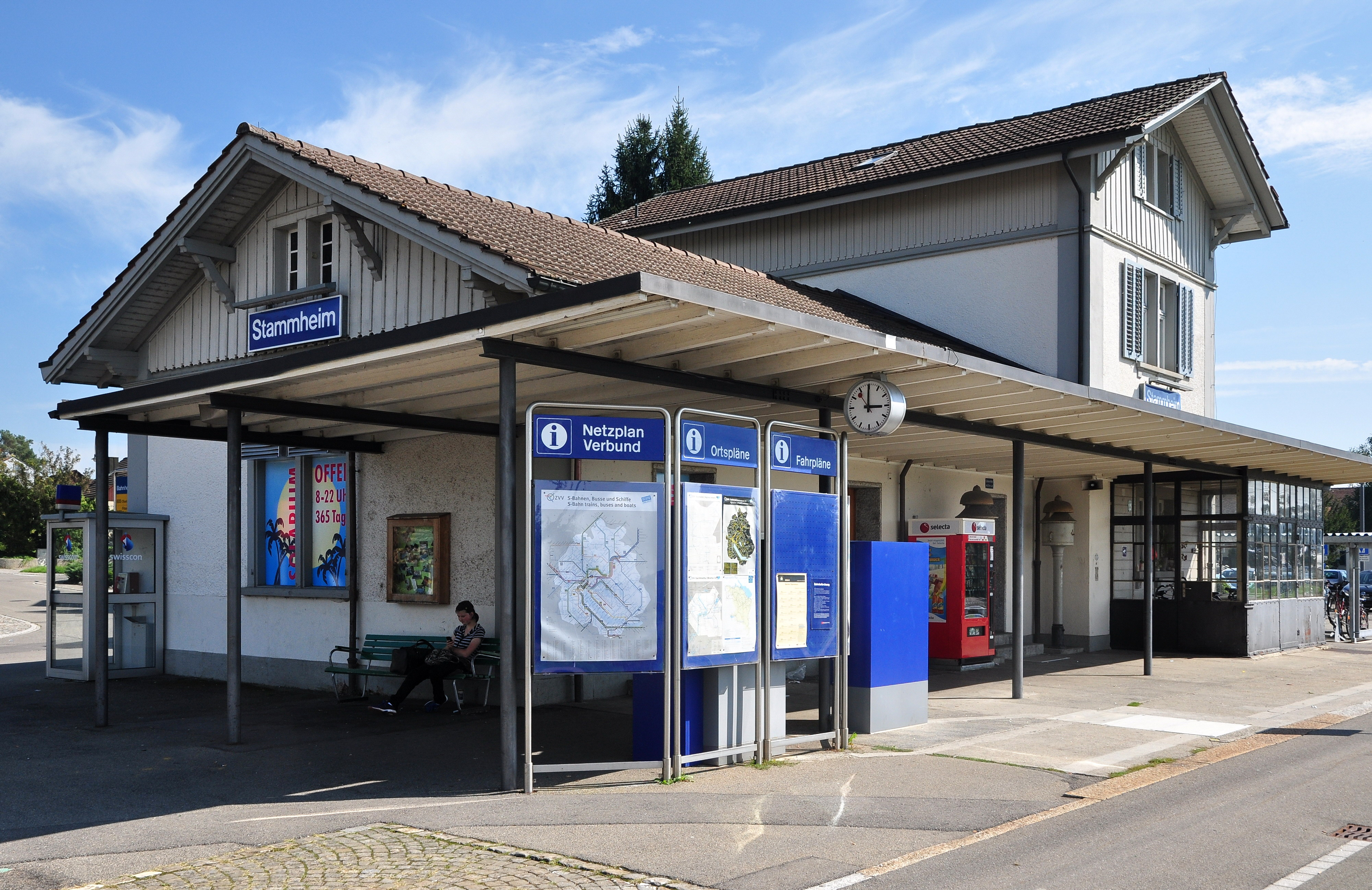
Station Stammheim
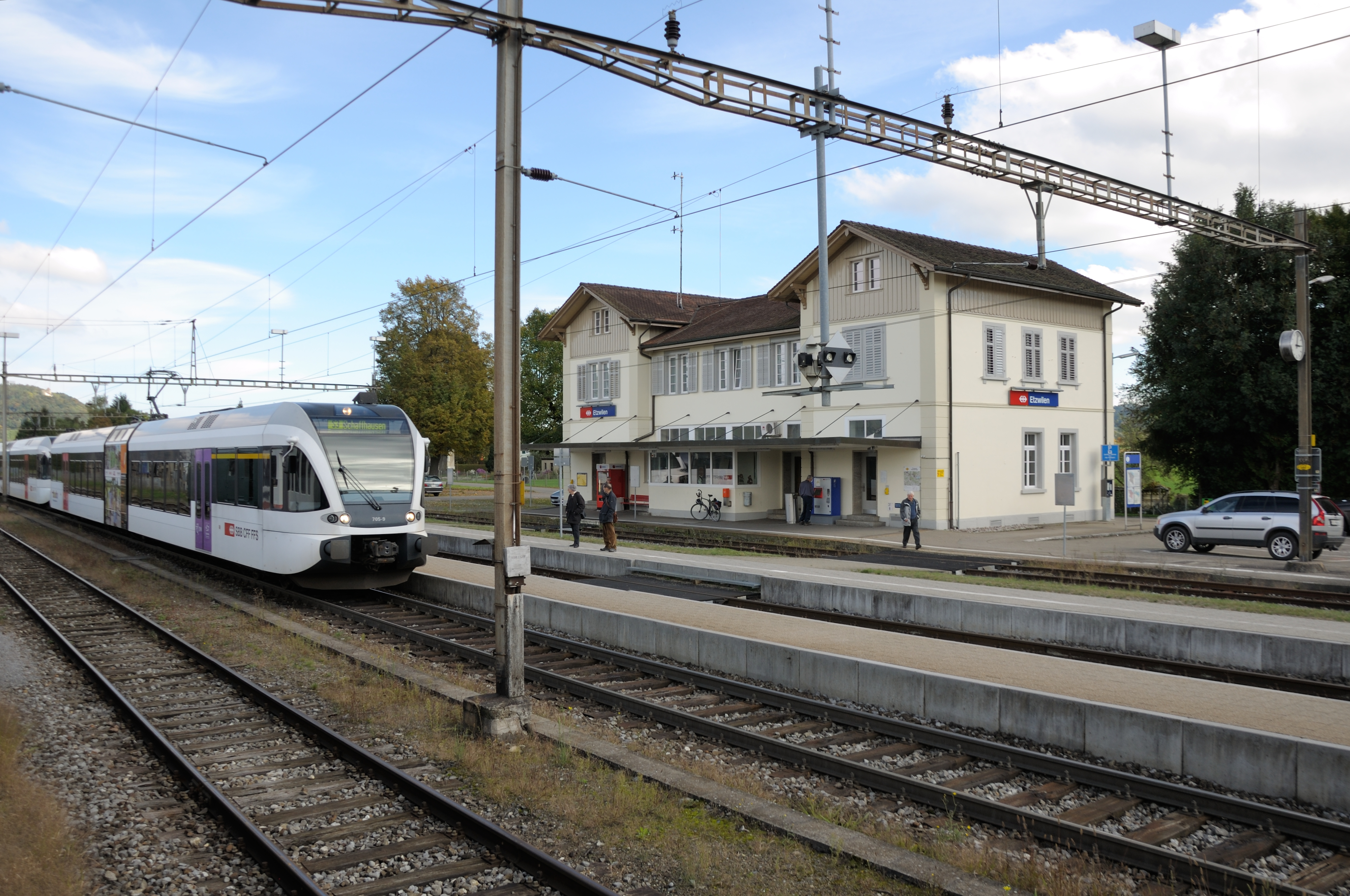
Station Etzwilen